# Orgasmo esotico
Orgasmo esotico è un film pornografico e horror del 1982 diretto da Mario Siciliano. Pellicola appartenente al filone erotico-esotico, è una successione di scene horror al limite dello splatter e dell'hardcore. Tra violenze sessuali e torture, il film scorre senza una solida sceneggiatura.